# Список заповедников и национальных парков Беларуси
На территории Республики Беларусь существует 2 заповедника и 4 национальных парка.
 Национальные парки

## История
- 1925 — в БССР создан первый заповедник — Березинский.
- 1939 — на присоединённой к БССР территории создан заповедник Беловежская пуща.
- 1969 — создан Припятский заповедник.
- 1988 — создан Полесский заповедник.
- 1991 — заповедник Беловежская пуща преобразован в национальный парк.
- 1995 — создан Национальный парк Браславские озёра.
- 1996 — Припятский заповедник преобразован в Национальный парк Припятский, его площадь увеличена.
- 1999 — создан Национальный парк Нарочанский.
- Около 2007 — увеличена площадь Национального парка Беловежская пуща.

## Список
| №                  | Название                                                       | Расположение | На карте          | Площадь (га) | Дата образования | Вид |
| ------------------ | -------------------------------------------------------------- | --- | ----------------- | ------------ | ---------------- | --- |
| Заповедники        |                                                                | |                   |              |                  |     |
| 1                  | Березинский биосферный заповедник                              | На границе Витебской и Минской областей | Березинский       | 85 200       | 1925             |     |
| 2                  | Полесский государственный радиационно-экологический заповедник | Образован в зоне отчуждения на территории трёх наиболее пострадавших от аварии районов Гомельской области — Брагинского, Наровлянского и Хойникского | Полесский         | 216 100      | 1988             |     |
| Национальные парки |                                                                | |                   |              |                  |     |
| 1                  | Национальный парк «Беловежская пуща»                           | Брестская и Гродненская области | Беловежская пуща  | 150 083 га   | 1409             |     |
| 2                  | Нарочанский национальный парк                                  | Минская, Витебская и Гродненская области | Нарочанский       | 93 300       | 1999             |     |
| 3                  | Национальный парк «Браславские озёра»                          | Запад Витебской области | Браславские озёра | 69 115       | 1995             |     |
| 4                  | Припятский национальный парк                                   | Гомельская область | Припятский        | 188 000      | 1969             |     |